# Hochleistungsimpulsmagnetronsputtern
Das Hochenergieimpulsmagnetronsputtern (englisch high power impulse magnetron sputtering, HiPIMS, oder high power pulsed magnetron sputtering, HPPMS) ist ein spezielles Magnetronsputterverfahren zur Abscheidung von Dünnschichten.
HiPIMS verwendet sehr hohe Target-Leistungsdichten von einigen kW·cm−2 in kurzen Pulsen von einigen zehn Mikrosekunden bei geringem Tastverhältnis (Ein-Aus-Verhältnis) von kleiner als 10 %. Ein charakterisierendes Merkmal des HiPIMS ist der hohe Ionisationsgrad des gesputterten Spendermaterials und die hohe Rate der molekularen Gasdissoziation. Beim herkömmlichen DC-Sputterverfahren kann eine höhere Ionisation des abgeschiedenen Targetmaterials durch das Anheben der Kathodenleistung erzielt werden. Grenzen ergeben sich dabei durch die stärkere thermische Belastung der Kathoden und der zu beschichtenden Substrate. An diesem Punkt setzt HiPIMS an: Da die Pulse nur für eine sehr kurze Zeit auf das Targetmaterial wirken und sich daran eine relativ lange „Aus-Zeit“ anschließt, ergeben sich niedrige durchschnittliche Kathodenleistungen (1–10 kW). So kann das Targetmaterial in den Aus-Zeiten abkühlen und die Prozessstabilität ist gegeben.

## HiPIMS-Plasma-Entladung

Schema des Magnetronsputterprozesses

HiPIMS-Plasma wird durch eine Glimmentladung erzeugt, wobei die Stromdichte der Entladung bis zu 6 A·cm−2 erreichen kann, während die Entladungsspannung bei einigen Hundert Volt konstant gehalten wird. Die Entladung wird homogen auf der Kathodenoberfläche der Kammer verteilt. HiPIMS erzeugt eine hohe Plasmadichte von 1013 Ionen pro Kubikzentimeter, die hohe Anteile an Ziel-Metallionen enthalten. Der hauptsächliche Ionisationsmechanismus ist der Elektronenstoß, der durch Ladungsaustausch und Diffusion ausgeglichen wird. Die Ionisationsraten hängen von der Plasmadichte ab.
Der Ionisationsgrad des Metalldampfs stellt eine maßgebliche Funktion der Spitzenstromdichte der Entladung dar. Bei hohen Stromdichten können gesputterte Ionen mit einer Ladung bis zu 5-fach ionisiert werden. Die Entstehung von Ziel-Ionen mit einfacher Ionisation ist verantwortlich für eine mögliche sekundäre Elektronenemission, die einen höheren Emissionskoeffizienten hat als die kinetische Sekundäremission bei herkömmlichen Glimmentladungen. Die Erzeugung einer möglichen sekundären Elektronenemission kann den Strom der Entladung verbessern.
HiPIMS wird typischerweise im kurzen Puls-Modus (Impulse) mit einem niedrigen Tastverhältnis betrieben, um eine Überhitzung des Targets und anderer Systemkomponenten zu vermeiden. Bei jedem Puls durchläuft die Entladung mehrere Phasen:
- Elektrischer Durchschlag
- Gas-Plasma
- Metall-Plasma
- Stabile Phase, die erreicht werden kann, wenn die Dichte des Metall-Plasmas hoch genug ist, um das Gas-Plasma effektiv zu dominieren.

Eine an das Substrat angelegte negative Spannung (Bias-Spannung) beeinflusst Energie und Bewegungsrichtung der auf das Substrat auftreffenden positiv geladenen Teilchen. Da die Pulse nur für eine sehr kurze Zeit im Bereich von einigen hundert Mikrosekunden (1 Mikrosekunde = 1 Millionstelsekunde) auf das Targetmaterial wirken und sich daran eine relativ lange „Aus-Zeit“ anschließt, ergeben sich niedrige durchschnittliche Kathodenleistungen (1–10 kW). So kann das Target in den Aus-Zeiten abkühlen, und die Prozessstabilität ist gegeben.
Die Entladung, die das HiPIMS aufrechterhält, ist eine Hochstrom-Glimmentladung, die transient oder quasistationär ist. Jeder Puls verbleibt als Glimmen bis zu einem bestimmten Zeitpunkt, nach dem er in eine Bogenentladung übergeht. Wenn die Pulslänge unter dieser bestimmten Zeitspanne gehalten wird, wird die Entladung unendlich lange stabil fortgesetzt.

## Anwendungen
HiPIMS wird verwendet für:
- die haftverbessernde Vorbehandlung des Substrats vor der Schichtabscheidung (Ätzen des Substrats)
- Abscheidung von Dünnschichten mit hoher Mikrostrukturdichte

### Substrat-Vorbehandlung
Vor der Abscheidung von Dünnschichten auf mechanischen Bauteilen wie Fahrzeugteile, Schneidewerkzeuge aus Metall oder dekorative Armaturen ist eine Substratvorbehandlung in einem Plasmaumfeld erforderlich. Die Substrate werden einem Plasma ausgesetzt und mit einer hohen Negativspannung von einigen Hundert Volt beaufschlagt. Dadurch wird ein hochenergetischer Ionenbeschuss erzeugt, der jegliche Verunreinigung entfernt. Wenn das Plasma Metallionen enthält, können diese in das Substrat bis zu einer Tiefe von wenigen Nanometern implantiert, das heißt eingebracht, werden (vgl. Ionenimplantation). HiPIMS wird verwendet, um Plasma mit einer hohen Dichte und einem hohen Anteil an Metallionen zu erzeugen. Wenn man die Kontaktfläche Schicht/Substrat im Querschnitt betrachtet, kann man eine saubere Kontaktfläche erkennen. Epitaxiale oder atomare Schichten liegen typischerweise zwischen dem Kristall einer Nitrid-Schicht und dem Kristall eines Metallsubstrats, wenn HiPIMS für die Vorbehandlung verwendet wird. HiPIMS wurde zum ersten Mal von A. P. Ehiasarian im Februar 2001 für die Vorbehandlung von Stahlsubstraten verwendet.
Die Substrat-Vorspannung während einer Vorbehandlung benötigt hohe Spannungen, welche eine zweckmäßig entwickelte Lichtbogenerkennung und Unterdrückungstechnologie erfordern. Spezielle Vorspannungseinheiten für DC-Substrat bieten die vielseitigste Option, da sie die Substratätzgeschwindigkeiten maximieren, die Substratschädigung minimieren und in Systemen mit multiplen Kathoden betrieben werden können. Eine Alternative ist die Verwendung von zwei HiPIMS-Stromquellen, die in einer Master/Slave-Konfiguration synchronisiert wurden: eine zur Erzeugung der Entladung und eine zur Erzeugung einer gepulsten Substrat-Vorspannung.

### Dünnschichten-Abscheidung
Dünnschichten, die durch HiPIMS bei einer Entladungsstromdichte von größer 0,5 A·cm−2 abgeschieden werden, verfügen über eine dichte Säulenstruktur ohne Lücken. Die Abscheidung von Kupferschichten durch HiPIMS wurde zum ersten Mal von V. Kouznetsov berichtet; für die Befüllung von 1 µm Durchkontaktierungen mit einem Geometrieverhältnis von 1:1,2.
Chromnitrid-Dünnschichten (CrN-Dünnschichten) wurden erstmals durch HiPIMS von A. P. Ehiasarian im Februar 2001 abgeschieden. Die Untersuchungen dieser Schichten mithilfe der Transmissionselektronenmikroskopie wiesen eine dichte Mikrostruktur ohne größere Schäden auf. Die Schichten verfügten zudem über einen hohen Härtegrad, gute Korrosionsbeständigkeit und einen niedrigen Gleitverschleiß-Koeffizienten. Diese Forschungsergebnisse ebneten den Weg für die erste industrielle Nutzung der Technologie im Januar 2004 an der Sheffield Hallam University, Großbritannien, in Zusammenarbeit mit Advanced Converters, Warschau, Polen (heute Hüttinger Electronics, Polen). Die ersten HiPIMS-Beschichtungsanlagen kamen 2006 auf den Markt. Die Vermarktung, die daraus folgte, machte die Technologie einem breiteren wissenschaftlichen Publikum zugänglich und führte zu weiteren Entwicklungen in zahlreichen Bereichen. Auf der AMB 2010 stellte die CemeCon AG aus Würselen mit HPN 1 die ersten serienmäßigen Schichtwerkstoffe auf Basis des HiPIMS-Verfahrens vor und bietet seitdem die HiPIMS-Technologie im industriellen Maßstab am Markt an.
Unter anderem wurden die folgenden Materialien erfolgreich durch HiPIMS abgeschieden:
- Korrosionsbeständige Chromnitrid/Niobnitrid-Mehrfachschichten[10] mit Schichtdicken im Nanometerbereich
- Oxidationsbeständige CrAlYN/CrN-Mehrfachschichten[11] im Nanobereich sowie Ti-Al-Si-N- und Cr-Al-Si-N-Nanokomposite
- Schichten für optische Anwendungen wie Silber-, Titan(IV)-oxid-,[12] Zinkoxid-,[13] Indiumzinnoxid-,[14] Zirconium(IV)-oxid- und CuInGaSe-Schichten.
- Schichten aus intermetallischen Phasen der Form Mn+1AXn (MAX), die sich aus einem Übergangsmetall M, einem Hauptgruppenelement (engl. A-group, meist III A oder IV A) und einem Kohlenstoff- oder Stickstoffteil X zusammensetzen, wie TiSiC[15]
- Kupfer-, Titan-, Titannitrid-, Tantal- und Tantalnitrid-Schichten für Anwendungen in der Mikroelektronik
- Harte Schichten aus Kohlenstoffnitride[5] (CxNy)

## Vorteile

Das Bild zeigt die Oberflächentopographie und das Kristallgefüge einer HiPIMS-Beschichtung auf einem Hartmetallsubstrat bei 10.000-facher Vergrößerung im Rasterelektronenmikroskop.

Vorteile von HiPIMS-Schichten sind insbesondere eine dichtere Schichtmorphologie sowie ein erhöhtes Verhältnis von Härte zum E-Modul der Schicht im Vergleich zu herkömmlichen PVD-Schichten. Während vergleichbare herkömmliche, nanostrukturierte (Ti, Al)N-Schichten über eine Härte von 25 GPa und ein E-Modul von 460 GPa verfügen, liegt die Härte der neuen HiPIMS-Schicht bei über 30 GPa bei einem E-Modul von 368 GPa. Das Verhältnis aus Härte und E-Modul ist ein Maß für die Zähigkeitseigenschaften der Schicht. Günstig ist eine hohe Härte bei relativ kleinem E-Modul, so wie es bei der HiPIMS-Schicht der Fall ist. Für die extrem hohe thermische Stabilität der HiPIMS-Schicht ist neben der dichteren Schichtstruktur eine völlig neuartige Materialzusammensetzung verantwortlich. Zudem ermöglicht das  Beschichtungsverfahren, die Schichthaftung im Vergleich zu bisherigen Schichten zu verdoppeln. Dies ist ein Vorteil, wenn mit scharfen Schneiden im unterbrochenen Schnitt gearbeitet wird, beispielsweise bei Superlegierungen. HiPIMS-Schichten auf Zerspanwerkzeugen sind in der Lage schwer zerspanbare Materialien, wie Nickelbasislegierungen und rostfreie austenitische Stähle, wirtschaftlicher zu bearbeiten – mit signifikant erhöhten Zerspanparametern und weitaus geringerem Werkzeugverschleiß.

## Weitere Informationen
- Arutiun P. Ehiasarian: Plasma Surface Engineering Research and its Practical Applications. Hrsg.: Ronghua Wei. 1. Auflage. Research Signpost, Trivandrum 2008, ISBN 978-81-308-0257-2, Chapter 2: Fundamentals and applications of HiPIMS, S. 35–87 (englisch, ressign.com (Seite nicht mehr abrufbar. Suche in Webarchiven)).
- D. V. Mozgrin, I. K. Fetisov, G. V. Khodachenko: High-current low-pressure quasi-stationary discharge in a magnetic field: experimental research. In: Plasma Physics Reports. 21. Jahrgang, Nr. 5, 1995, S. 400–406 (englisch).
- Vladimir Kouznetsov, Karol Macak, Jochen M. Schneider, Ulf Helmersson, Ivan Petrov: A novel pulsed magnetron sputter technique utilizing very high target power densities. In: Surface and Coatings Technology. 122. Jahrgang, Nr. 2–3, 1999, S. 290–293, doi:10.1016/S0257-8972(99)00292-3 (englisch).
- A. P. Ehiasarian, R. Bugyi: Industrial Size High Power Impulse Magnetron Sputtering. Society of Vacuum Coaters 47th Annual Technical Conference; Dallas, TX; USA; 24–29 April 2004. 2004, S. 486–490 (englisch, md1.csa.com (Seite nicht mehr abrufbar. Suche in Webarchiven)).
- Johan Böhlmark: Fundamentals of High Power Impulse Magnetron Sputtering. Chemfilt, 2005, ISBN 91-85523-96-8 (englisch).
- Ulf Helmersson, Martina Lattemann, Johan Bohlmark, Arutiun P. Ehiasarian, and Jon Tomas Gudmundsson: Ionized physical vapor deposition (IPVD): A review of technology and applications. In: Thin Solid Films. 513. Jahrgang, Nr. 1–2. Elsevier B.V., 14. August 2006, S. 1–24, doi:10.1016/j.tsf.2006.03.033 (englisch).
- S. Konstantinidis, J. P. Dauchot, M. Hecq: Titanium oxide thin films deposited by high-power impulse magnetron sputtering. In: Thin Solid Films. 515. Jahrgang, Nr. 3. Elsevier B.V., 23. November 2006, S. 1182–1186, doi:10.1016/j.tsf.2006.07.089 (englisch).
- J. Alami, P. Eklund, J. Emmerlich, O. Wilhelmsson, U. Jansson, H. Högberg, L. Hultman, U. Helmersson: High-power impulse magnetron sputtering of Ti–Si–C thin films from a Ti3SiC2 compound target. In: Thin Solid Films. 515. Jahrgang, Nr. 4. Elsevier B.V., 5. Dezember 2006, S. 1731–1736, doi:10.1016/j.tsf.2006.06.015 (englisch).